# Drikus Coetzee
Dirk Jacobus „Drikus“ Coetzee (* 15. April 1993 in Swakopmund) ist ein namibischer Straßenradrennfahrer. Er tritt auch unregelmäßig im Triathlon an.

## Radsport
Coetzee gewann von 2018 bis 2021 vier Mal in Folge die namibische Radsportmeisterschaft im Straßenradsport-Einzelzeitfahren sowie 2021 zudem im Straßenrennen. Bei den Commonwealth Games 2022 trat Coetzee im Straßenrennfahren und Einzelzeitfahren an. Dort belegte er im Mixed den neunten Rang.

### Erfolge
2018
- Namibischer Meister – Einzelzeitfahren

2019
- Namibischer Meister – Einzelzeitfahren

2020
- Namibischer Meister – Einzelzeitfahren

2021
- Namibischer Meister – Straßenrennen, Einzelzeitfahren

2022
- Namibischer Meister – Straßenrennen
- Munga Grit Cradle Marathon in Südafrika

2023
- Namibischer Meister – Einzelzeitfahren
- Nedbank Cycle Challenge
- Tour de Windhoek
- The Munga[2]

2024
- Namibischer Meister – Einzelzeitfahren
- The Munga[3]

## Triathlon
2013, 2014 und 2015 wurde Coetzee namibischer Triathlonmeister. Bei den Commonwealth Games 2022 nahm Coetzee im Triathlon-Mixed teil und wurde Neunter.